# إثيل براون هارفي
إثيل براون هارفي (بالإنجليزية: Ethel Browne Harvey)‏ هي أحيائية أمريكية، ولدت في 14 ديسمبر 1885 في بالتيمور في الولايات المتحدة، وتوفيت في 2 سبتمبر 1965.

## وصلات خارجية
- إثيل براون هارفي على موقع إن إن دي بي (الإنجليزية)